# Michael Pfad
Michael Pfad (* 9. Dezember 1963 in Hamburg) ist ein deutscher Journalist und Sportmanager.

## Leben
Pfad spielte als Jugendlicher Fußball bei der SV Blankenese in seiner Heimatstadt Hamburg. Er durchlief ein Volontariat bei der Hamburger Morgenpost, ehe er 1987 zum Fernsehsender RTL Plus wechselte, für den er in der Fußball-Berichterstattung tätig war. Ab April 1992 war er beim Bezahlsender Premiere Leiter des Programmbereichs Sport und arbeitete dort bis Ende Juni 1999. Bei Premiere wurden unter Pfads Leitung Neuerungen in Übertragungen von Sportveranstaltungen eingeführt, darunter eine Spiegelzeitlupe im Fußball und eine Helmkamera im Eishockey. Des Weiteren leitete Pfad als Moderator durch Sportsendungen. 1993 wechselte er bei dem Sender in die Geschäftsleitung. Nach seinem Abschied von Premiere 1999 trat er noch im selben Jahr beim Sender TM3, der damals die Übertragungsrechte der Champions League erworben hatte, den Posten des Programmdirektors Sport an.
Im Frühjahr 2001 wechselte Pfad als Geschäftsführer für den Bereich Kommunikation zur Deutschen Fußball Liga GmbH. 2004 gründete er gemeinsam mit einem Geschäftspartner ein Unternehmen, das bis 2006 die Fernsehbilder für die Übertragungen der Fußball-Bundesliga lieferte. Er wurde neben der Arbeit im Bereich Fernsehproduktion auch in der Immobilienwirtschaft tätig, am 1. Dezember 2009 trat er bei den Hamburg Freezers das Amt des Geschäftsführers an. Er übte diese Tätigkeit bis Oktober 2012 aus, als es aufgrund unterschiedlicher Auffassungen zwischen Pfad und dem Aufsichtsrat sowie dem Gesellschafter in Bezug auf Ausrichtung und Führung der Freezers zur Trennung kam.